# I. liga (Poljska)
I. liga je drugi ligaški razred u poljskom nogometu, u kojemu igra 18 klubova. Prvi i drugi ulaze izravno u Ekstraklasu, dok trećeplasirani doigrava s klubom iz Ekstraklase, koji je treći od dna ljestvice za sudjelovanje u ligi iduće sezone. Posljednja četiri kluba ispadaju u 2. Ligu.

## I. liga 2023./24.
| Arka Gdynia                  |
| Bruk-Bet Termalica Nieciecza |
| Chrobry Głogów               |
| Górnik Łęczna                |
| Katowice                     |
| Lechia Gdańsk                |
| Miedź Legnica                |
| Motor Lublin                 |
| Odra Opole                   |
| Podbeskidzie Bielsko-Biała   |
| Polonia Varšava              |
| Resovia Rzeszów              |
| Stal Rzeszów                 |
| Tychy                        |
| Wisła Krakov                 |
| Wisła Płock                  |
| Zagłębie Sosnowiec           |
| Znicz Pruszków               |

## Vanjske poveznice
- Službene stranice